# Andreas Elter
Andreas Elter (* 1968) ist ein deutscher Historiker und Medienwissenschaftler, er ist Fachgebietsleiter Bewegtbild bei der ARD-ZDF-Medienakademie. Zuvor war er bundesweiter Studiengangsleiter für Journalistik an der Macromedia Hochschule für Medien und Kommunikation. Davor war er mehr als 15 Jahre als Redakteur und Reporter beim WDR, ZDF und bei RTL tätig.

## Leben
Nach seinem Studium in Köln wurde er an der Universität Köln mit einer Dissertation zum Thema Medien im Krieg: Pressefreiheit und nationale Sicherheit in der zweiten Hälfte des 20. Jahrhunderts bei Christof Mauch promoviert.
Als Redakteur und Reporter arbeitete er für ZDF, WDR, Deutschlandfunk, Westfälische Rundschau und DPA; 2000 wechselte er zu RTL. Von 2007 bis 2017 lehrte er Journalistik an der Macromedia Hochschule für Medien und Kommunikation, wo er Professor ist. Zuvor hatte Elter bereits Lehraufträge an den Universitäten in Leipzig, Köln und München und hat am Deutschen Historischen Institut in den USA, in den National Archives in Maryland und an der Duke University in North Carolina geforscht.
In der berufspraktischen Ausbildung war Elter in der Volontärsausbildung für MDR, SWR und ZDF sowie der RTL-Journalistenschuletätig. Zudem als Trainer für die ARD-ZDF Medienakademie, den Deutschen Journalistenverband und die Deutschen Hörfunkakademie.
Als Sachbuch-Autor hat Elter unter anderem zur Geschichte der US-Pressepolitik in Kriegszeiten und zu den Medienstrategien von Terrorgruppen veröffentlicht. Die Kriegsverkäufer von 2005 wurde in der Wochenzeitung Die Zeit positiv rezensiert. Propaganda der Tat (2008), ein Vergleich von Geschichte, Taktik und Kommunikationsstrategien der RAF mit Al-Qaida, erhielt eine positive Besprechung in der Tageszeitung Die Welt: nach Elters „luzider“ Analyse löse das Internet den systemimmanenten Widerspruch einer Terrororganisation auf: klandestin zu operieren und gleichzeitig öffentlich wirken zu müssen.

## Werke (Auswahl)
- U.S.-Medien im Krieg: Pressefreiheit und nationale Sicherheit in der zweiten Hälfte des 20. Jahrhunderts. Dissertation 2000.
- Die Kriegsverkäufer Geschichte der US-Propaganda 1917-2005. Suhrkamp Verlag, Frankfurt am Main 2005, ISBN 3-518-12415-3.
- Propaganda der Tat: die RAF und die Medien. Suhrkamp Verlag, Frankfurt am Main 2008, ISBN 978-3-518-12514-4.
- Bierzelt oder Blog? Politik im digitalen Zeitalter. 1. Auflage. Hamburg 2010, ISBN 978-3-86854-216-5.